# Queen of Reversals
Queen of Reversals (hangul: 역전의 여왕; hanja: 逆轉의 女王; rr: Yeokjeon ui yeowang; MR: Yŏkchŏn ŭi yŏwang) é uma série de televisão sul-coreana de 2010, estrelada por Kim Nam-joo, Jung Joon-ho, Park Si-hoo e Chae Jung-an. Sua história gira em torno de uma mulher que vivencia muitos altos, baixos e reveses no trabalho, na família e no romance à medida que se apaixona e se desapaixona. Foi ao ar na MBC de 18 de outubro de 2010 a 1º de fevereiro de 2011, às segundas e terças-feiras às 21h55, totalizando 31 episódios.
A atriz principal Kim Nam-joo e a roteirista Park Ji-eun já haviam trabalhado juntas na série de 2009 Queen of Housewives.

## Sinopse
Hwang Tae-hee (Kim Nam-joo) leva uma vida encantadora; depois de crescer em uma família rica, ela consegue facilmente um emprego. Sendo sempre uma mulher forte e decidida, ela é bem-sucedida e bonita, mas falta uma coisa importante em sua vida: um homem. Muito viciada em trabalho para arranjar tempo para o romance, ela fica surpresa quando se apaixona por Bong Joon-soo (Jung Joon-ho). Ela não perde tempo em persegui-lo e eles logo se casam, mas quando a lua de mel acaba, Tae-hee descobre que sua rival no trabalho e ex do seu marido, Baek Yeo-jin (Chae Jung-an), assumiu seu cargo na empresa. As coisas complicam para Tae-hee a medida que ela tenta equilibrar em cuidar de uma filha em casa e liderar uma equipe na mesma empresa que seu marido e Yeo-jin. Com o passar do tempo, os mal-entendidos crescem entre Tae-hee e Joon-soo, colocando o casamento deles em perigo.
Enquanto isso, Goo Yong-shik, o chefe arrogante e imaturo de Tae-hee, (Park Si-hoo), anteriormente apático, leva seu trabalho mais a sério com a suas sugestões – e acaba se apaixonando perdidamente por ela.

## Elenco
- Kim Nam-joo como Hwang Tae-hee
- Jung Joon-ho como Bong Joon-soo
- Park Si-hoo como Goo Yong-shik
- Chae Jung-an como Baek Yeo-jin
- Ha Yoo-mi como Han Song-yi
- Choi Jung-woo como Goo Ho-seung
- Kim Hye-jung como Jang Sook-jung
- Kim Chang-wan como Mok Young-chul, Gerente Geral
- Kim Yong-hee como Oh Dae-soo, Chefe de Departamento
- Im Ji-kyu como Kang-woo
- Yu Ji-in como Oh Mi-soon
- Park Jung-soo como Na Young-ja
- Kim Yong-gun como pai de Tae-hee
- Shin Soo-yeon como filha de So-ra, Tae-hee e Joon-soo
- Yoo Hye-ri como mãe biológica de Yong-shik
- Han Yeo-woon como Hwang Yeon-hee
- Kim Se-min como marido de Yeon-hee
- Han Kyu-hee como pai de Joon-soo
- Lee Joo-na como Bong Mi-geum
- Lee Sun-young como Bong Soon-geum
- Oh Na-ra como Bong Hae-kum
- Ahn Sang-tae como Kang Dong-won
- Kang Rae-yeon como So Yoo-kyung
- Ga Deuk-hee como Bu Min-ah
- Choi Yoon-young como Ki-ppeum
- Oh Soo-min como Hyun-joo
- Ryu Je-hee como a secretária de Han Song-yi
- Son Gun-woo como Chu Sang-chul, o líder de equipe
- Yoo Tae-woong como Goo Yong-chul
- Jung Soo-young como Ji Hwa-ja (participação especial, ep 5)
- Kim Seung-woo como segurança (participação especial, ep 7)
- Lee Bong-won como (participação especial)

## Audiência
Na tabela abaixo, os números em azul representam a audiência mais baixa e os números em vermelho representam a audiência mais alta.
| Data       | Episódio | TNS Media   | TNS Media   |
| Data       | Episódio | Nacional    | Seul        |
| ---------- | -------- | ----------- | ----------- |
| 2010-10-18 | 01       | 9.6% (12º)  | 10.2% (12º) |
| 2010-10-19 | 02       | 8.4% (16º)  | 9.2% (15º)  |
| 2010-10-25 | 03       | 8.8% (15º)  | 10.0% (13º) |
| 2010-10-26 | 04       | 9.0% (13º)  | 9.7% (12º)  |
| 2010-11-01 | 05       | 8.5% (16º)  | 9.6% (11º)  |
| 2010-11-02 | 06       | 9.6% (10º)  | 10.7% (10º) |
| 2010-11-08 | 07       | 10.0% (12º) | 11.2% (10º) |
| 2010-11-09 | 08       | 10.4% (9º)  | 11.4% (8º)  |
| 2010-11-15 | 09       | 13.8% (5º)  | 14.9% (3º)  |
| 2010-11-16 | 10       | 9.8% (9º)   | 10.4% (8º)  |
| 2010-11-22 | 11       | 9.2% (13º)  | 10.6% (9º)  |
| 2010-11-23 | 12       | 9.2% (11º)  | 9.7% (10º)  |
| 2010-11-29 | 13       | 9.2% (12º)  | 10.4% (9º)  |
| 2010-11-30 | 14       | 10.0% (8º)  | 11.0% (6º)  |
| 2010-12-06 | 15       | 9.2% (12º)  | 10.4% (8º)  |
| 2010-12-07 | 16       | 8.5% (14º)  | 9.5% (9º)   |
| 2010-12-13 | 17       | 11.8% (5º)  | 12.5% (5º)  |
| 2010-12-14 | 18       | 12.8% (6º)  | 14.0% (5º)  |
| 2010-12-20 | 19       | 13.3% (5º)  | 14.9% (4º)  |
| 2010-12-21 | 20       | 14.6% (5º)  | 15.7% (4º)  |
| 2010-12-27 | 21       | 11.1% (6º)  | 12.0% (5º)  |
| 2010-12-28 | 22       | 14.6% (5º)  | 15.7% (4º)  |
| 2011-01-03 | 23       | 11.0% (9º)  | 14.9% (4º)  |
| 2011-01-04 | 24       | 11.9% (7º)  | 14.8% (5º)  |
| 2011-01-10 | 25       | 12.1% (6º)  | 17.0% (3º)  |
| 2011-01-11 | 26       | 12.8% (7º)  | 16.8% (3º)  |
| 2011-01-17 | 27       | 11.9% (8º)  | 15.2% (4º)  |
| 2011-01-24 | 28       | 11.1% (9º)  | 13.8% (4º)  |
| 2011-01-25 | 29       | 10.0% (12º) | 11.6% (7º)  |
| 2011-01-31 | 30       | 11.0% (11º) | 13.6% (5º)  |
| 2011-02-01 | 31       | 11.4% (9º)  | 13.4% (5º)  |
| Média      | Média    | 10.8%       | 12.1%       |